# Xenopsylla angolensis
Xenopsylla angolensis är en loppart som beskrevs av Ribeiro 1975. Xenopsylla angolensis ingår i släktet Xenopsylla och familjen husloppor. Inga underarter finns listade i Catalogue of Life.